# Zenon Jasiński
Zenon Jasiński (ur. 16 października 1945 r. w Biadaczu) – polski pedagog, historyk specjalizujący się w historii kultury i oświaty, oświacie polonijnej i pedagogice porównawczej, nauczyciel akademicki związany z uczelniami w Opolu i Częstochowie.

## Życiorys
Urodził się w 1945 roku w Biadaczu koło Kluczborka, dokąd przeprowadzili się jego rodzice po zakończeniu II wojny światowej. Po ukończeniu szkoły podstawowej, kontynuował naukę w Liceum Pedagogicznym w Kluczborku, które ukończył w 1964 roku egzaminem maturalnym. Studiował pedagogikę w Wyższej Szkole Pedagogicznej w Opolu, uzyskując w 1969 roku tytuł magistra. Pracował następnie w szkołach w północno-wschodniej części województwa opolskiego. W 1973 roku rozpoczął seminarium doktoranckie prowadzone przez Instytut Śląski w Opolu. W 1978 roku na macierzystej uczelni uzyskał stopień naukowy doktora nauk humanistycznych na podstawie pracy pt. Szkolnictwo polskie w Czechosłowacji (1945-1975). Wcześniejszej w 1975 roku rozpoczął pracę zawodową na opolskiej uczelni pedagogicznej. Objął na niej stanowisko docenta w Instytucie Pedagogiki. Od samego początku związany jest z Katedrą Historii Oświaty i Wychowania oraz Pedagogiki Porównawczej UO, której jest kierownikiem. W latach 1982–1995 był zastępcą dyrektora, a od 1995 do 2016 roku dyrektorem Instytutu Nauk Pedagogicznych WSP w Opolu (od 1994 roku Uniwersytetu Opolskiego). W 1990 roku otrzymał stopień naukowy doktora habilitowanego na podstawie rozprawy pt. Działalność kulturalno-oświatowa Polaków za Olzą 1920-1938. W 2007 roku prezydent Polski Lech Kaczyński nadał mu tytuł profesora nauk humanistycznych.
Poza Uniwersytetem Opolskim pracował również w Instytucie Pedagogiki Wydziału Pedagogicznego Akademii im. Jana Długosza w Częstochowie oraz Wyższej Szkole Zarządzania i Administracji w Opolu, gdzie sprawował funkcję dziekana Wydziału Pedagogicznego w latach 1998–2004. Ponadto jest sekretarzem Polsko-Czeskiego Towarzystwa Naukowego.

## Publikacje
- Dramat wychowania w czasach pogardy, Opole 1989. (red. nauk.)
- Działalność kulturalno-oświatowa Polaków za Olzą (1920-1938), Opole 1990.
- Mały leksykon nadolziański, Opole 1990.
- Aktywność kulturalno-oświatowa Polaków w Czechosłowacji na tle innych narodowości, Warszawa 1993.
- Absolwenci Ochotniczych Hufców Pracy : badania ich losów, pozycji społecznej i zawodowej w społeczeństwie, Opole 2010, (red. nauk.)
- Kultura mniejszości narodowych i grup etnicznych w Europie, Opole 2004.
- Czeska szkoła w protektoracie Czech i Moraw, Opole 2006.